# Законодавство в галузі органічного сільського господарства
Законодавство в галузі органічного сільського господарства визначає правила та вимоги, які регулюють виробництво, сертифікацію та маркування органічних продуктів у різних країнах світу. Таке законодавство спрямоване на забезпечення якості та відповідності органічних продуктів встановленим стандартам.

## Світова статистика щодо органічного сільського господарства

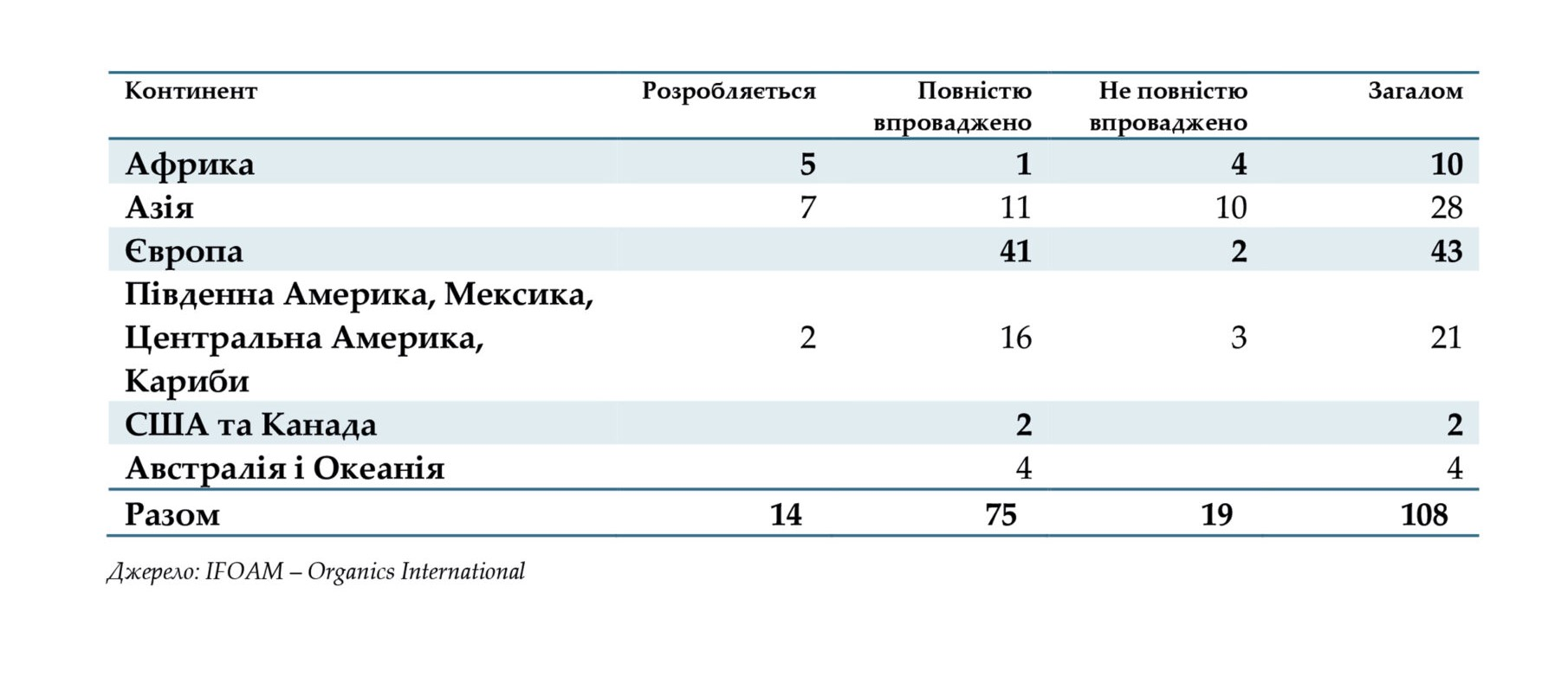
Таблиця: Законодавство в галузі органічного сільського господарства за регіонами, 2022

Відповідно до даних UNSTAT станом на 2022 рік, у світі нараховується 188 країн, які мають дані про сертифіковане органічне сільське господарство. З них 75 країн мають повністю впроваджене законодавство у сфері органічного виробництва та обігу органічної продукції, а в 14 країнах таке законодавство вже в процесі розробки.
Загальна площа сільськогосподарських земель у світі, зайнятих під органічне виробництво у 2022 році, склала 96,4 млн га. Для порівняння: у 2000 році таких земель було лише 15 млн га. Наразі країнами-лідерами за кількістю органічних земель є Австралія (53 млн га), Індія (4,7 млн га) та Аргентина (4,1 млн га).
Всі вищевказані дані зібрані та наведені у книзі «Світ органічного сільського господарства. Статистика та нові тенденції 2024» (мовою оригіналу — The World of Organic Agriculture. Statistics and Emerging Trends 2024), яку щорічно видає Дослідний інститут органічного сільського господарства (FiBL) та Міжнародна федерація органічних сільськогосподарських рухів — Органікс Інтернешнл (IFOAM — Organics International).

## Законодавче регулювання органічного ринку в Україні
Станом на березень 2024 року органічне виробництво в Україні регулюється Законом України «Про основні принципи та вимоги до органічного виробництва, обігу та маркування органічної продукції» № 2496, а також відповідними нормативно-правовими актами.
Закон було ухвалено Верховною Радою України 10 липня 2018 року, а 2 серпня 2019 року його було введено в дію.
У травні 2023 року Національне агентство з акредитації України видало перший атестат про акредитацію органу сертифікації ТОВ «Органік Стандарт». У червні 2023 року Міністерство аграрної політики та продовольства України внесло ТОВ «Органік Стандарт» до Державного реєстру органів сертифікації у сфері органічного виробництва та обігу органічної продукції, що дозволило йому розпочати проведення сертифікації органічного виробництва та/або обігу органічної продукції відповідно до вимог законодавства України.
У серпні 2023 року Мінагрополітики запустило Державний реєстр операторів, що здійснюють виробництво продукції відповідно до вимог законодавства у сфері органічного виробництва, обігу та маркування органічної продукції.
Маркування продукції, що вводиться в обіг та реалізується як органічний продукт, також здійснюється відповідно до Закону України «Про основні принципи та вимоги до органічного виробництва, обігу та маркування органічної продукції».    
Органічна продукція, що вводиться в обіг та реалізується, повинна маркуватися державним логотипом для органічної продукції.
Державний логотип для органічної продукції наноситься виключно на продукцію, вироблену відповідно до Закону України «Про основні принципи та вимоги до органічного виробництва, обігу та маркування органічної продукції», що підтверджено сертифікатом, що засвідчує відповідність процесу виробництва продукції та її обігу вимогам законодавства у сфері органічного виробництва, обігу та маркування органічної продукції.  